# Traspontí de maleter

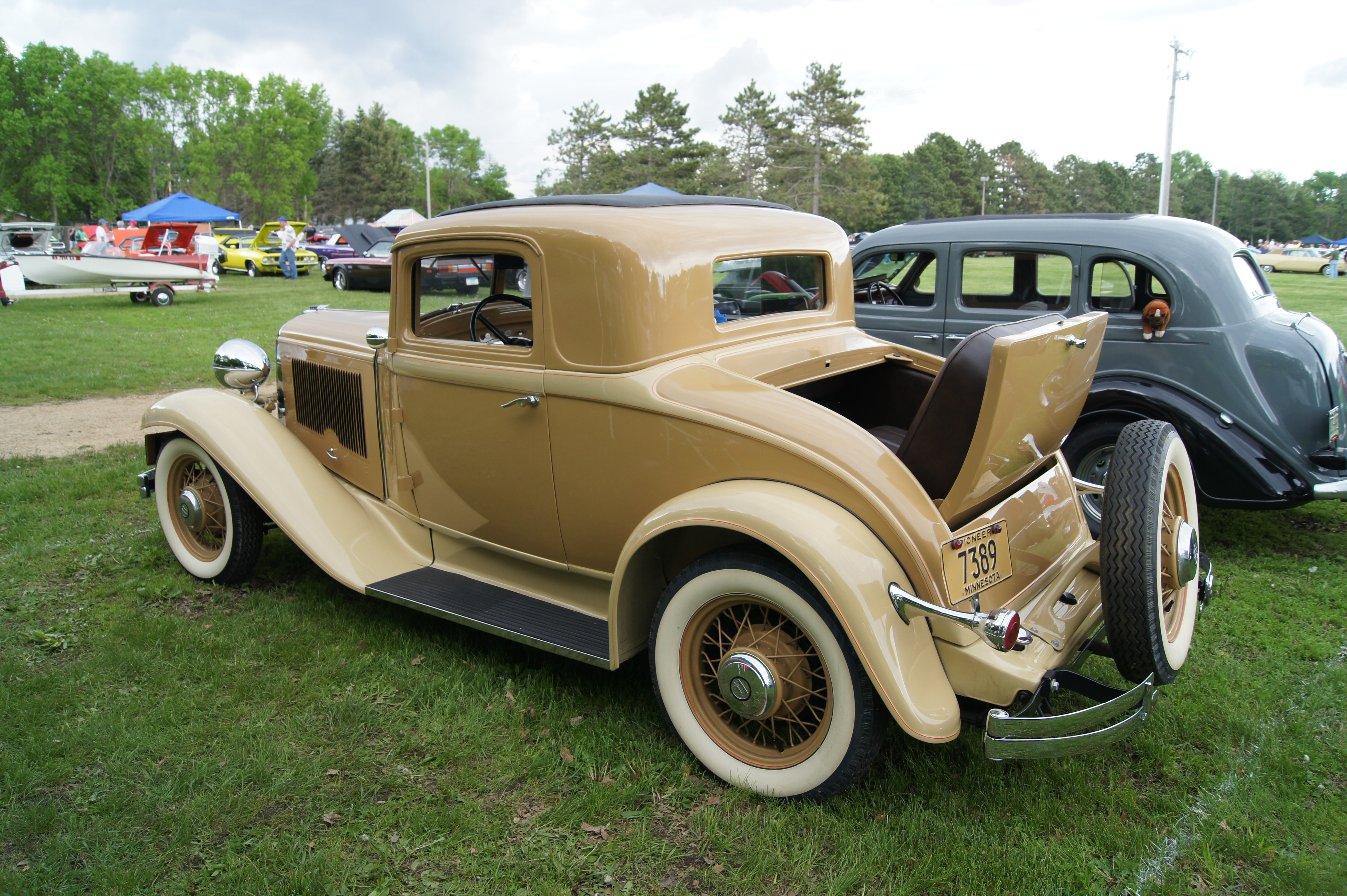
Figura 1. Traspontí de maleter d’un Chrysler Coupe de 1932.

Alguns automòbils de turisme disposaven d’un traspontí de maleter des dels anys vint del segle passat. A diferència d'altres traspontins , es desplegaven obrint el capó del maleter. En posició oberta aquest capó formava part del respatller del seient.
Un traspontí de maleter era un seient auxiliar que deixava els usuaris a l’exterior de l’habitacle, gairebé sense cap protecció contra els elements externs.
En alguna ocasió hi havia automòbils que disposaven de traspontins laterals que, sense ser de maleter, tenien funcions similars: en posició plegada es guardaven a l’interior de la carrosseria i, en desplegar-se, el passatger viatjava a l’exterior de l’habitacle. La raresa d’aquesta solució fa que no hi hagi una denominació oficial per a aquesta mena de dispositius.

## Terminologia

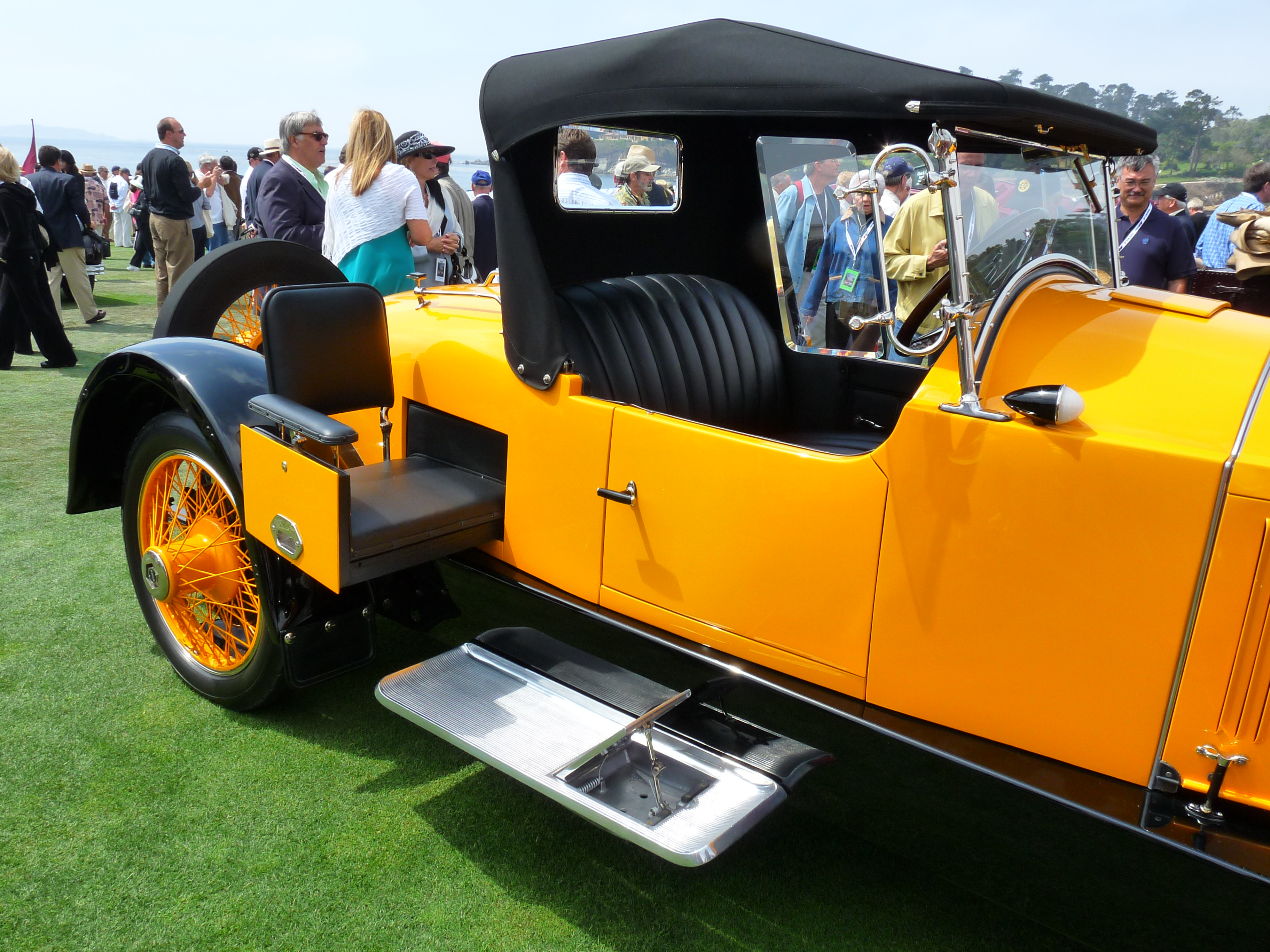
Transpontí lateral exterior.

En anglès americà la denominació d’un traspontí de maleter és «rumble seat». En anglès britànic el terme és «dicky seat» (amb les variants «dickie» i «dickey»). En francès l’expressió és «siège de coffre». Un llibre francès dona diverses denominacions de seients. En castellà les paraules «transportín» i «trasportín» equivalen a traspontí de maleter.
En tots els casos l’expressió americana «mother in law seat», seient de la sogra, ha donat lloc a "posto della suocera" (italià), "siège de belle-mère" (francès) i altres de similars. Segons la referència adjunta, l'expressió «mother in law seat» s'hauria de limitar als traspontins de maleter d'una plaça única i abans de la Primera Guerra Mundial.
Deixant de banda els problemes de seguretat, la incomoditat i la posició forçada dels passatgers quan viatjaven en un traspontí de maleter quedaven il·lustrades en una nota humorística (humor negre) de la referència adjunta.

## Exemples
A més de les definicions genèriques, una petita mostra aleatòria d'exemples reals hauria de permetre un millor coneixement del tema.

### Automòbils amb traspontí de maleter
- 1924. Hispano-Suiza H6B Nieuport-Astra Tulipwood Torpedo.

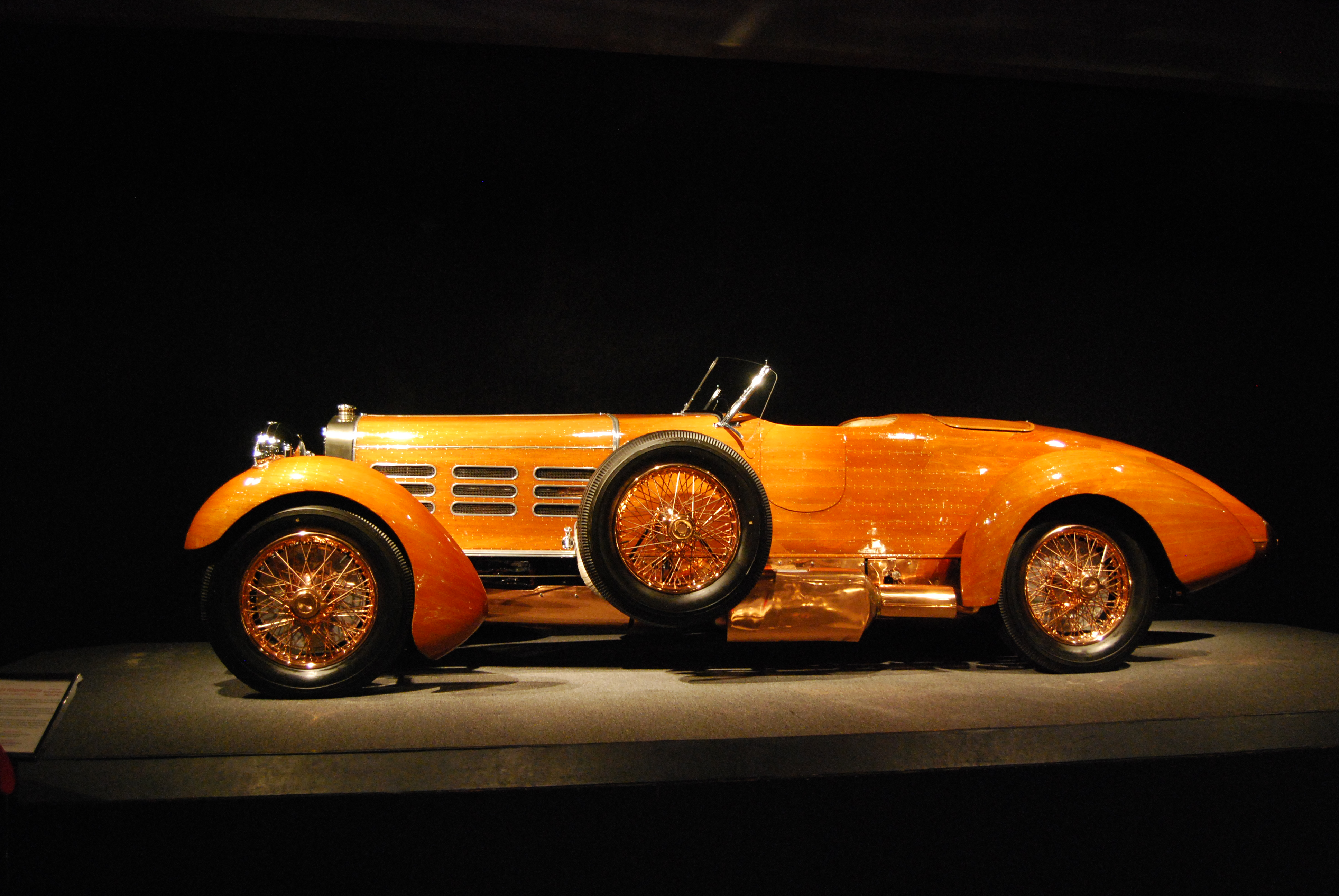
Hispano-Suiza H6B Nieuport Tulipwood Torpedo. Amb carrosseria de fusta de tuliper.
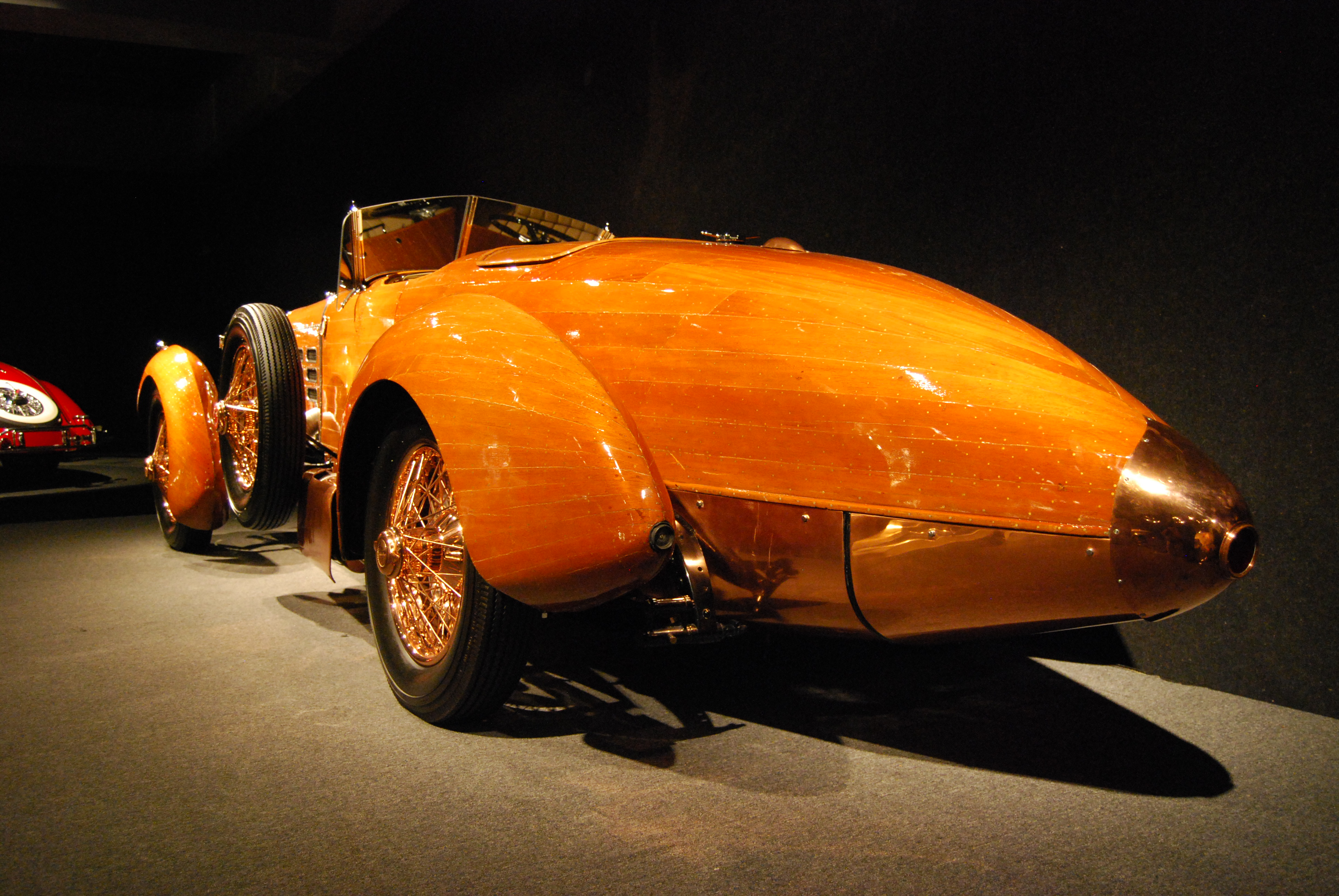
Vegeu el traspontí de seient tancat. Més imatges a la referència adjunta.

- 1925. Rolls-Royce Picadilly Roadster.

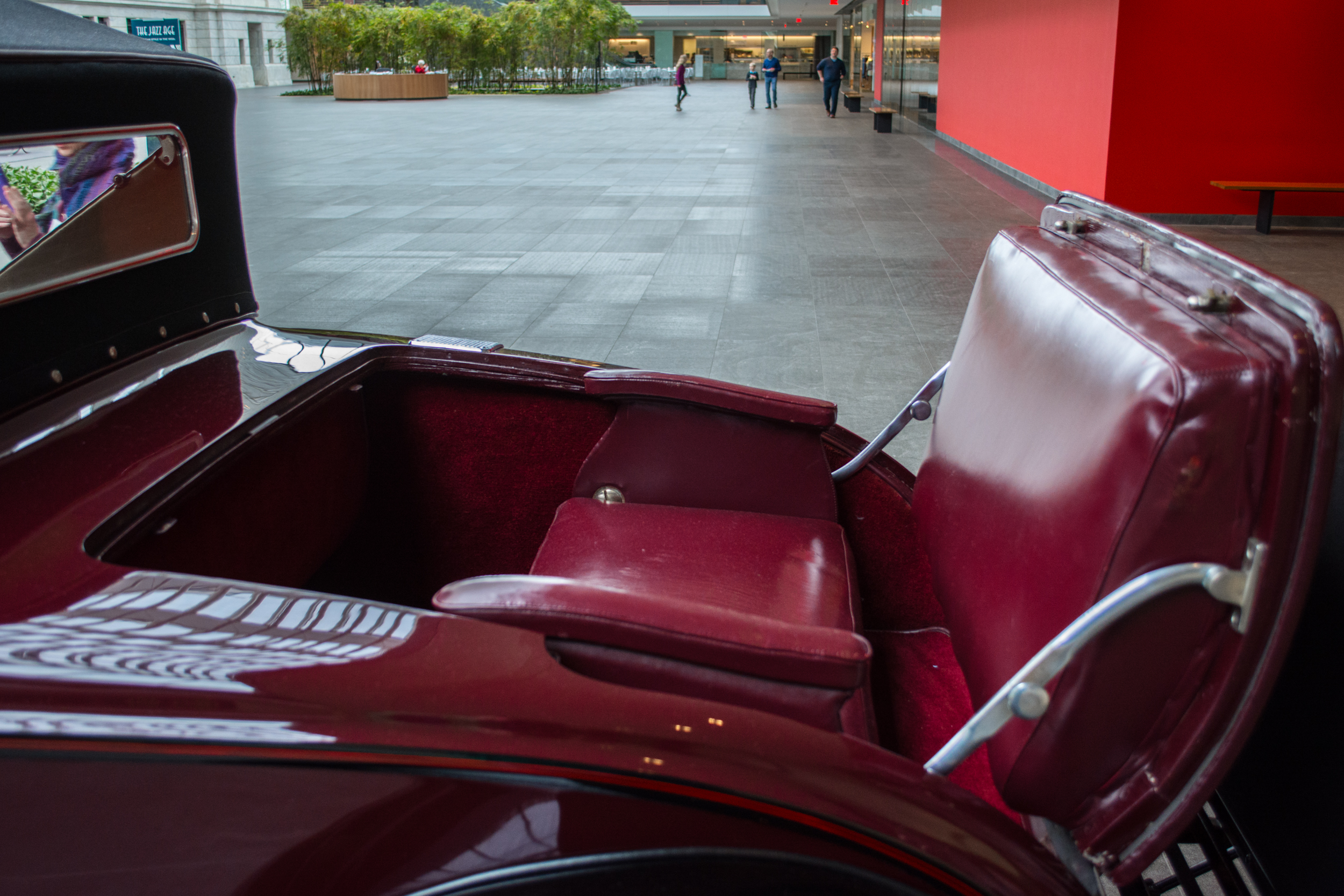
Rolls-Royce Picadilly Roadster
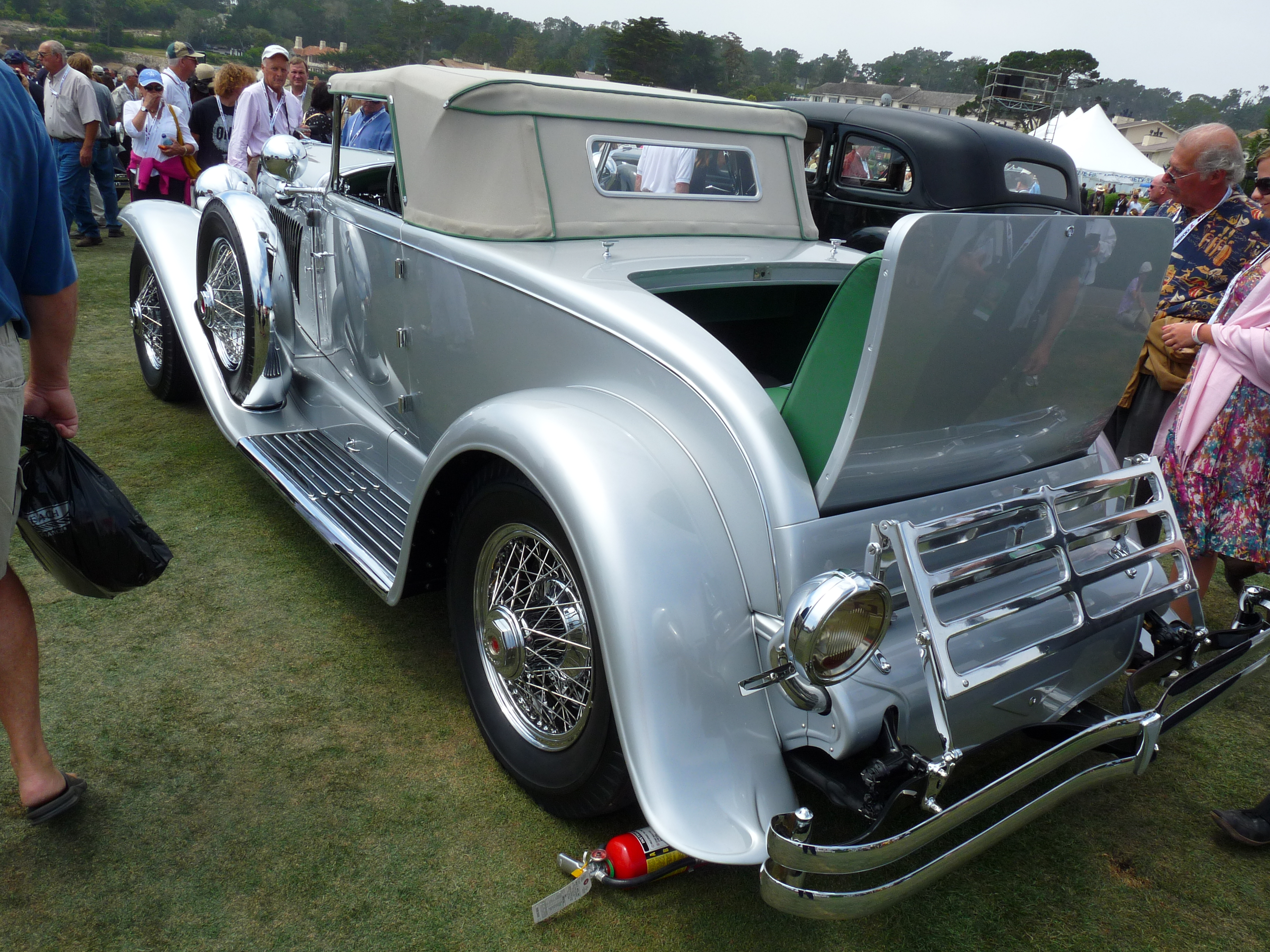
1929 Duesenberg J Murphy Convertible Coupe

- 1927. De Soto.[10]
- 1928. Chrysler 65.
- 1929. Duesenberg J Murphy Convertible Coupe.
- 1929. Pierce Arrow Coupe.[11]
- 1931. Ford. Vegeu, més avall, figures 2 i 3.
- 1932. Chrysley Coupe. Vegeu figura 1.
- 1932. Hudson Eight coupe.
- 1936. Ford Deluxe cabriolet.
- 1937. Plymouth coupe.[12]
- 1938. Chevrolet coupe.[13]
- 1939. Ford.[14][15]
- 1939. Dodge.[16]
- 1939. Plymouth.[17]
- 1949. Triumph 1800 Roadster.[18]

### Imatges complementàries

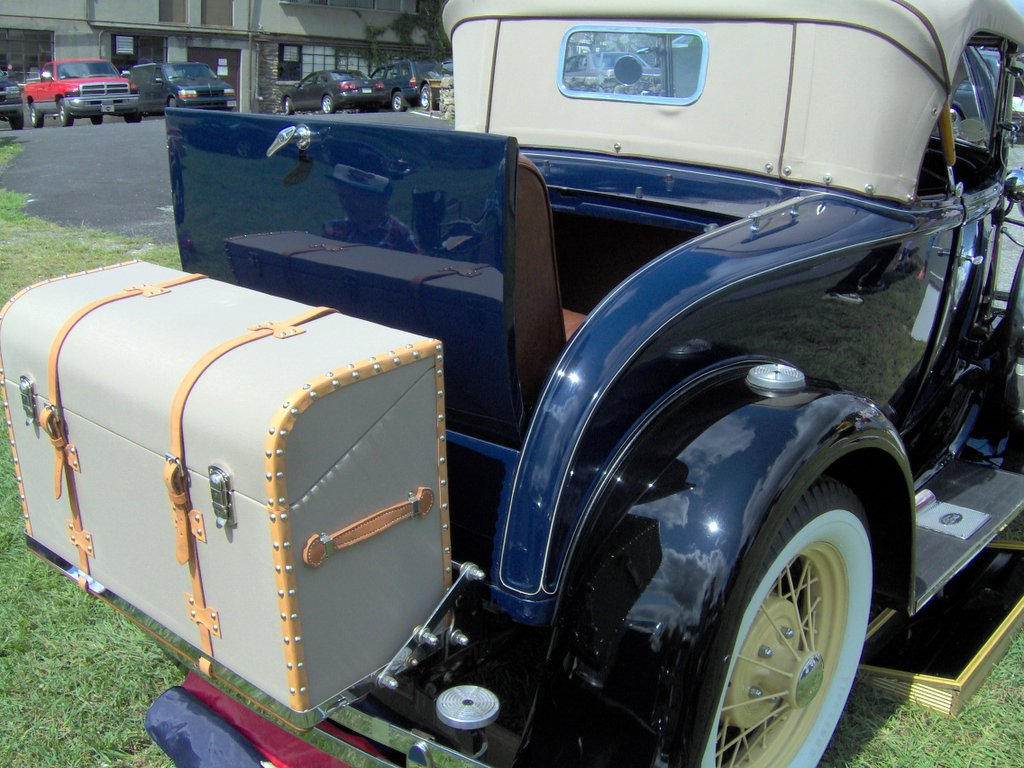
Figura 2. Traspontí en un Ford model A (1931). Amb un bagul addicional.
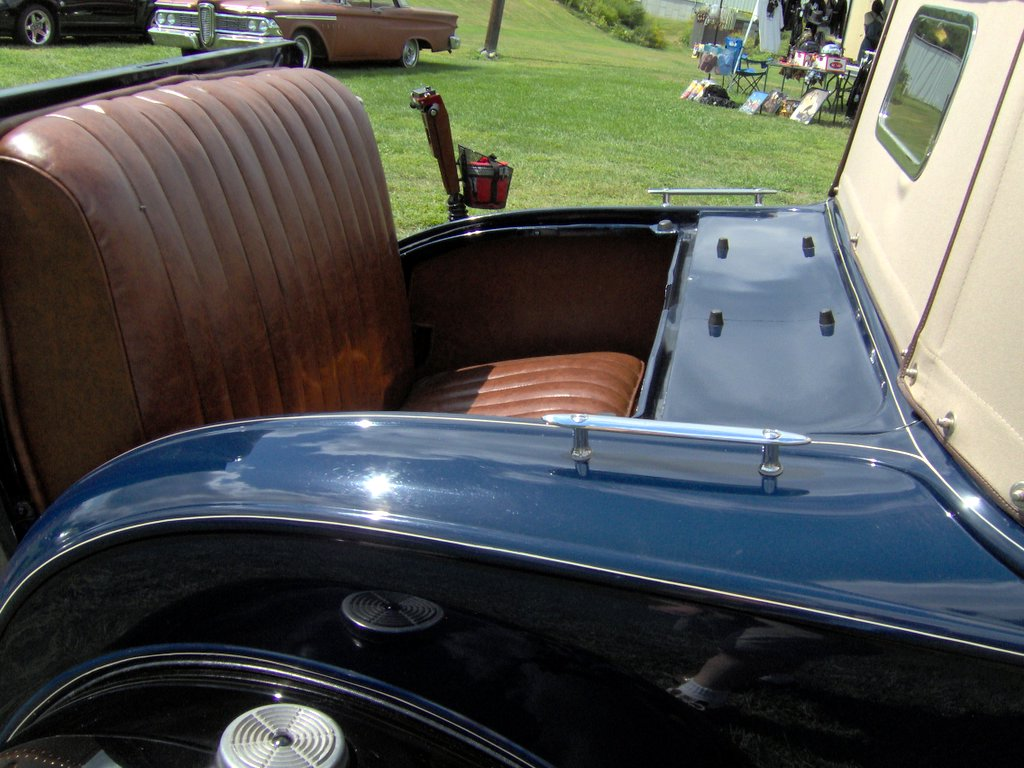
Figura 3. Detall d’un traspontí en un Ford model A (1931). Es poden observar dos agafadors per als usuaris.

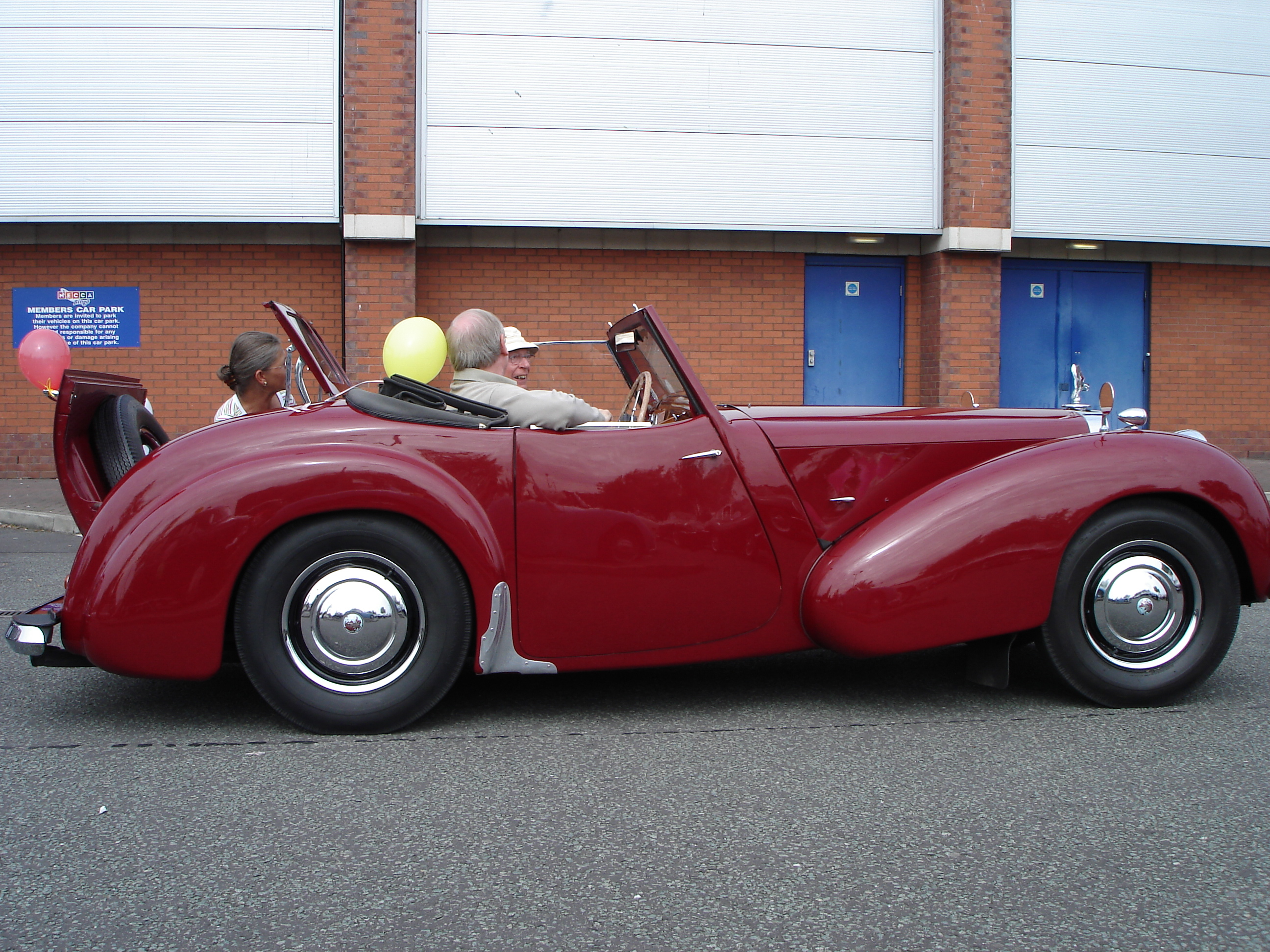
Triumph 1800 Roadster . Vista de costat.
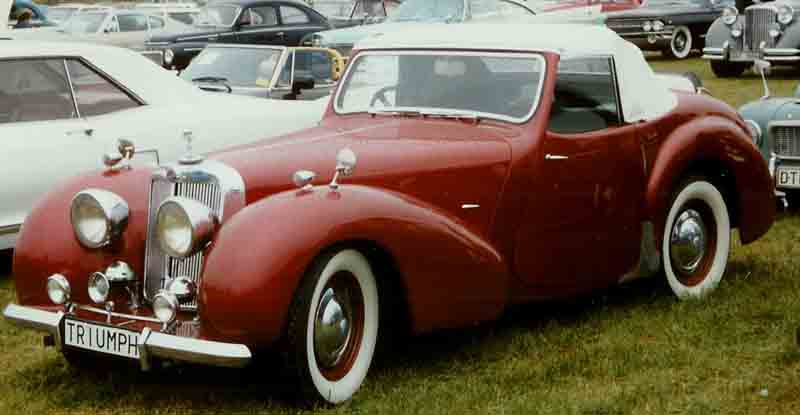
Triumph 1800 Roadster amb la capota posada.
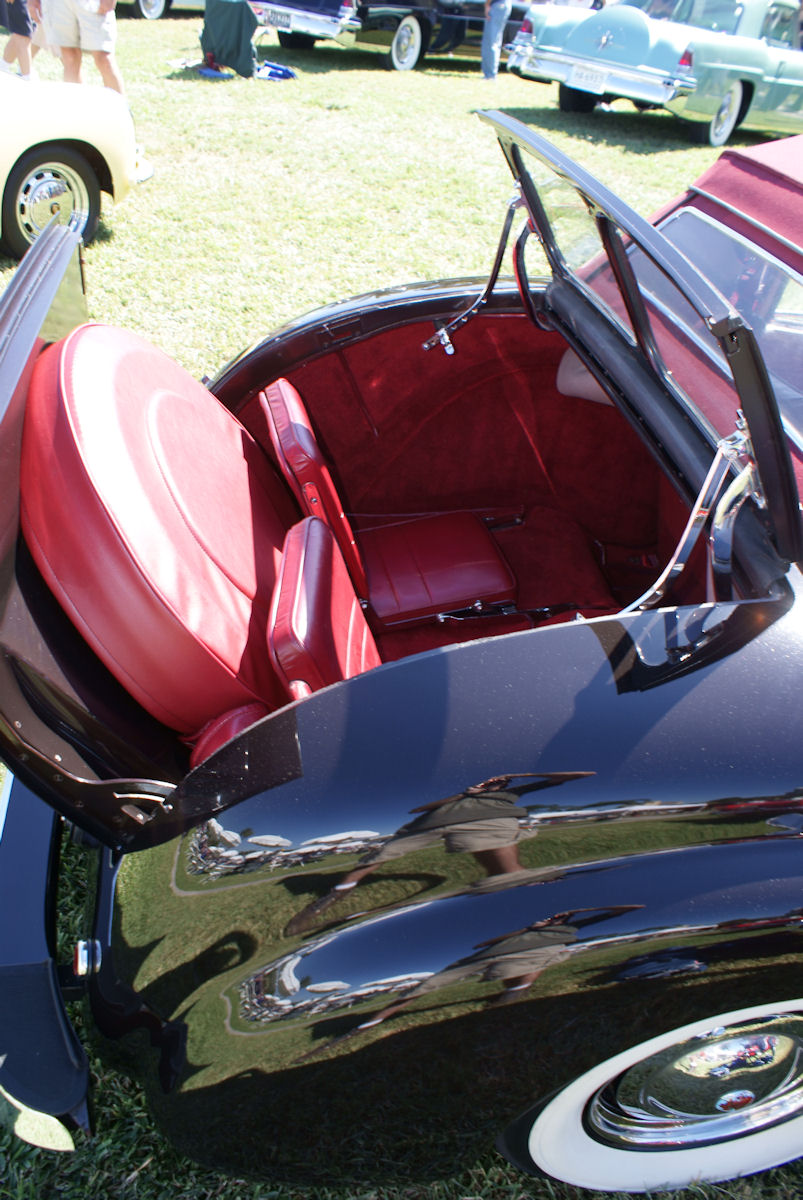
Triumph 1800 Roadster amb traspontí de maleter obert.